# Энтолома войлочноокутанная
Энтолома войлочноокутанная (лат. Entoloma byssisedum) — вид грибов из рода Энтолома семейства Энтоломовые (Entolomataceae).
Синонимы:
- Agaricus byssisedus Pers., 1801
- Agaricus byssoides Pers., 1800basionym
- Claudopus byssisedus (Pers.) Gillet, 1876
- Claudopus byssoides (Pers.) Murrill, 1917
- Crepidotus byssisedus (Pers.) P. Kumm., 1871
- Rhodophyllus byssisedus (Pers.) Quél., 1886

## Описание
- Шляпка 0,3—1 см в диаметре, у молодых грибов плоско-выпуклая, затем раскрывается до плоской, с неправильно волнистым, у молодых грибов слабо подвёрнутым, затем иногда приподнятым краем, негигрофанная. Поверхность шляпки светло-серого или коричневого цвета, блестящая или матовая, бархатистая или гладкая.
- Мякоть одного цвета с поверхностью шляпки, с мучнистыми запахом и вкусом.
- Гименофор пластинчатый, пластинки приросшие к ножке или нисходящие на неё, с цельным или неровным краем, у молодых грибов беловатого или светло-серого цвета, затем становятся розово-коричневыми.
- Ножка 0,1—0,5 см длиной и 0,1 см толщиной, у молодых грибов иногда центральная, затем заметно эксцентрическая, серо-коричневого цвета, опушённая или войлочная. Кольцо отсутствует.
- Споровый порошок розового цвета. Споры 9,5—10×12—12,5 мкм, угловатые. Базидии обычно четырёхспоровые, с пряжками, 22—37×9—11,5 мкм. Цистиды отсутствуют. Кутикула шляпки — кутис, состоящий из гиф до 9 мкм толщиной[1].

Токсические свойства Entoloma byssisedum не изучены.

## Ареал и экология
Энтолома войлочноокутанная широко распространена в Европе, однако встречается довольно редко. Произрастает одиночно или небольшими группами на земле, гнилых листьях, во мху.

## Родственные виды
В системе М. Норделоса вид E. byssisedum включён в секцию Claudopus подрода Claudopus. Также в эту секцию включены E. depluens, E. parasiticum, E. pseudoparasiticum, E. albotomentosum, E. ollare, E. jahnii и E. exiguum.